# Si Mohamed Ketbi
Si Mohamed Ketbi (Schaerbeek, 27 de diciembre de 1997) es un deportista belga que compite en taekwondo.
Ganó una medalla de plata en el Campeonato Mundial de Taekwondo de 2015 en la categoría de –58 kg. En los Juegos Europeos de Bakú 2015 consiguió una medalla de bronce en la categoría de –58 kg.

## Palmarés internacional
| Campeonato Mundial | Campeonato Mundial  | Campeonato Mundial | Campeonato Mundial |
| Año                | Lugar               | Medalla            | Categoría          |
| ------------------ | ------------------- | ------------------ | ------------------ |
| 2015               | Cheliábinsk (Rusia) | Medalla de plata   | –58 kg             |
| Juegos Europeos    |                     |                    |                    |
| Año                | Lugar               | Medalla            | Categoría          |
| 2015               | Bakú (Azerbaiyán)   | Medalla de bronce  | –58 kg             |